# Anthurium vittariifolium
Anthurium vittariifolium é uma espécie de plantas com flores. Foi descrito pela primeira vez por Adolf Engler. Anthurium vittariifolium pertence ao gênero Anthurium, e está relacionado com Araceae.
Este tipo de planta pode ser encontrado em:
- Equador
- norte do Brasil

Não há tipos listados como este.